# 3213-as mellékút (Magyarország)
A 3213-as számú mellékút egy bő 23 kilométeres hosszúságú, négy számjegyű mellékút Heves vármegyében; a Tisza-tó nyugati partja mentén elhelyezkedő települések egy részét köti össze egymással, továbbá Kisköre városával és a 33-as főút poroszlói szakaszával.

## Nyomvonala
A 3209-es útból ágazik ki, annak a 23+300-as kilométerszelvénye közelében, Kisköre központjában, észak-északkelet felé. Kossuth Lajos út néven húzódik a belterület északi széléig, amit majdnem pontosan egy kilométer után hagy maga mögött. 3,6 kilométer után Tiszanána határai közé ér, a település első házait 6,8 kilométer után éri el; ugyanott kiágazik belőle délkeleti irányban egy önkormányzati út a Tisza partján fekvő Dinnyéshát nevű üdülőterület kiszolgálására. A központig a Fő út nevet viseli, majd ott északkeletnek fordul, északnyugati irányból viszont beletorkollik a Besenyőtelektől idáig húzódó 3212-es út. Az elágazástól a Bem József út nevet viseli, a belterület északkeleti széléig, amit mintegy 9,5 kilométer után hagy el.
10,6 kilométer után Sarud határai között folytatódik, a települést mintegy 13,6 kilométer után éri el, ahol előbb Petőfi út, majd egy élesebb irányváltás után Kossuth út lesz a helyi neve. Az út a Tisza-tó partján fekvő üdülőfalunak csak az északi részét szeli át, még a 17. kilométere előtt kilép a lakott területről, 18,2 kilométer után pedig Újlőrincfalva határai közé lép. Ezen a – térségi szinten viszonylag kicsiny – községen nagyjából a 19. és 20. kilométerei között halad át, Fő út néven, a 21. kilométerétől pedig már Poroszló határai között húzódik. E település belterületének nyugati részén ér véget, Vágóhíd út néven, beletorkollva a 33-as főútba, annak a 25+300-as kilométerszelvénye közelében.
Teljes hossza, az országos közutak térképes nyilvántartását szolgáló kira.kozut.hu adatbázisa szerint 23,349 kilométer.

## Története
Már a régi térképeken is látszik az út, de az 1900-as évek első felétől létezik, 1986-ban felújításon esett át, fejlődött a forgalombiztonság is.

## Települések az út mentén
- Kisköre
- Tiszanána
- Sarud
- Újlőrincfalva
- Poroszló